# 呉玉章

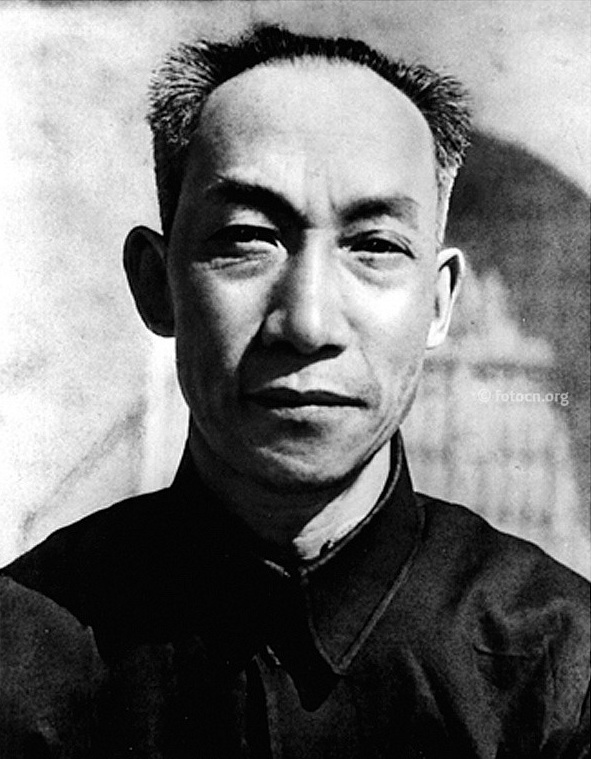

呉 玉章（ご ぎょくしょう、Wú Yùzhāng、1878年12月30日 - 1966年12月12日）は、中国の政治家、教育家、中国人民大学創始者。字は樹人、四川省栄県の地主の家に生まれる。戊戌の変法、辛亥革命、討袁運動、北伐戦争、抗日戦争、国共内戦、新中国建設を経験した革命家で、董必武、徐特立、謝覚哉、林伯渠と共に「延安五老」と呼ばれる。
清末の1903年に日本に留学、成城学校に在学中の1906年に中国同盟会に参加、1911年、辛亥革命後に帰国し大総統府秘書に就任、孫文を補佐するが袁世凱が皇位を簒奪するとフランスに亡命。
1917年帰国。北京に留法倹学予備学校を創設しフランスに2000人近い留学生を送り出した。これにより周恩来、鄧小平、陳毅、聶栄臻等が渡仏し、後の革命の柱となった。
1925年に中国共産党に入党、革命委員会委員兼秘書長、魯迅芸術学院院長、延安大学学長等を歴任、1948年に中国人民大学の前身である華北大学学長に就任。1950年に中国人民大学が創設されると1966年になくなるまで学長として中国教育界をリードした。
また、中国文字改革委員として、文字改革を主導し、漢字の簡体字化とローマ字化を推進した。
著書に『辛亥革命』、『歴史文集』、『呉玉章回憶録』、『中国文字的源流及其改革的法案』等がある。